# Instituto Real de Tecnologia
O Instituto Real de Tecnologia (KTH; em sueco:  Kungliga Tekniska högskolan; em inglês:  Royal Institute of Technology) é uma universidade pública situada em Estocolmo, Suécia, onde tem quatro campi.                                      
O KTH foi fundado em 1827 e é a maior instituição de ensino superior em tecnologia da Escandinávia e uma das universidades técnicas líderes da Europa.

### História
A história do KTH começa em 1827, quando o Teknologiska Institutet (instituto de tecnologia) começou a dar cursos nos domínio tecnológicos com forte componente prática, com o objectivo de acompanhar a crescente procura de engenheiros no período de industrialização da Suécia. A escola era apreciada pela conjugação teórico-prática que dava aos cursos.

Em 1877, recebeu o nome de Kungliga Tekniska högskolan, reconhecendo assim a sua ligação à investigação. Estendeu os seus domínios científicos além dos quatro ramos que tinha em 1867: mecânica, química, engenharia civil e engenharia de minas. Apareceram as áreas de arquitectura (1877), engenharia eléctrica (1901), engenharia naval (1912), topografia e física (1932), informática (1983) e economia (1990).

Em 1917 a escola procurou instalar-se num novo campus no norte de Estocolmo, desenhado pelo arquitecto Erik Lallerstedt.

Na década de 1950 foram instalados os primeiros reactores nucleares e emissores de televisão da suécia. O KTH oferece hoje instalações para áreas distintas como a biotecnologia e as telecomunicações.

### Campus
Dispõe de 1 campus principal – Campus KTH (Estocolmo, Valhallavägen) – e ainda mais 4 campi - Campus Kista, Campus Södertälje, Campus Flemingsberg e Campus Solna.

O campus principal foi construído em Valhallavägen, pelo arquitecto Erik Lallerstedt, e foi completado em 1917. Os edifícios e áreas envolventes foram decorados por importantes artistas suecos do início do século XX como Carl Milles, Alex Töreman, Georg Pauli, Tore Strindberg e Ivar Johnsson. Os edifícios mais antigos do campus sofreram uma completa renovação em 1994. Enquanto o campus original era grande para a sua época, o KTH fê-lo superar expandindo-o com novos edifícios. Na actualidade as instituições e faculdades da KTH estão distribuídas por vários campi na província de Estocolmo.

### Estudantes, professores e funcionários
Tem 13 955 estudantes, dos quais 1 532 doutorandos, e conta com 843 professores e 897 funcionários (2023).                                         

### Organização
O KTH é composto por 5 escolas, por sua vez compostas por departamentos.

- Arquitetura e Engenharia Civil
- Engenharia Eletrotécnica e Informática
- Tecnologia e Gestão Industrial
- Química, Biotecnologia e Saúde
- Ciências da Engenharia

### Biblioteca
Na mesma altura da fundação do instituto, foi criada a sua biblioteca em 1825.             Esta é composta pela biblioteca principal do Campus KTH e pela biblioteca do Campus Södertälje.

### Posição
No QS World University Rankings: Europe 2025 a universidade está em 27º lugar na Europa.

### Alguns antigos alunos célebres
- Salomon August Andrée, explorador polar
- Knut Frænkel, explorador polar
- Baltzar von Platen, inventor
- Carl Munters, inventor
- Ivar Kreuger, inventor
- Ernst Alexanderson, inventor
- Christer Fuglesang, astronauta
- Dolph Lundgren, actor
- Kurt Atterberg, compositor
- Karl-Birger Blomdahl, compositor
- Max Tegmark, cosmólogo
- Ivar Fredholm, matemático
- Waloddi Weibull, engenheiro e matemático
- Hakon Ahlberg, arquitecto
- Ragnar Östberg, arquitecto

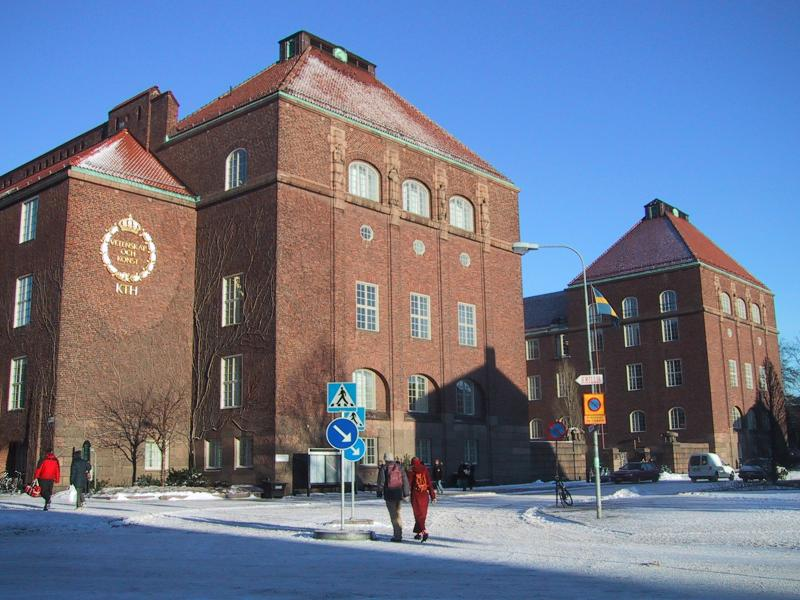
No inverno
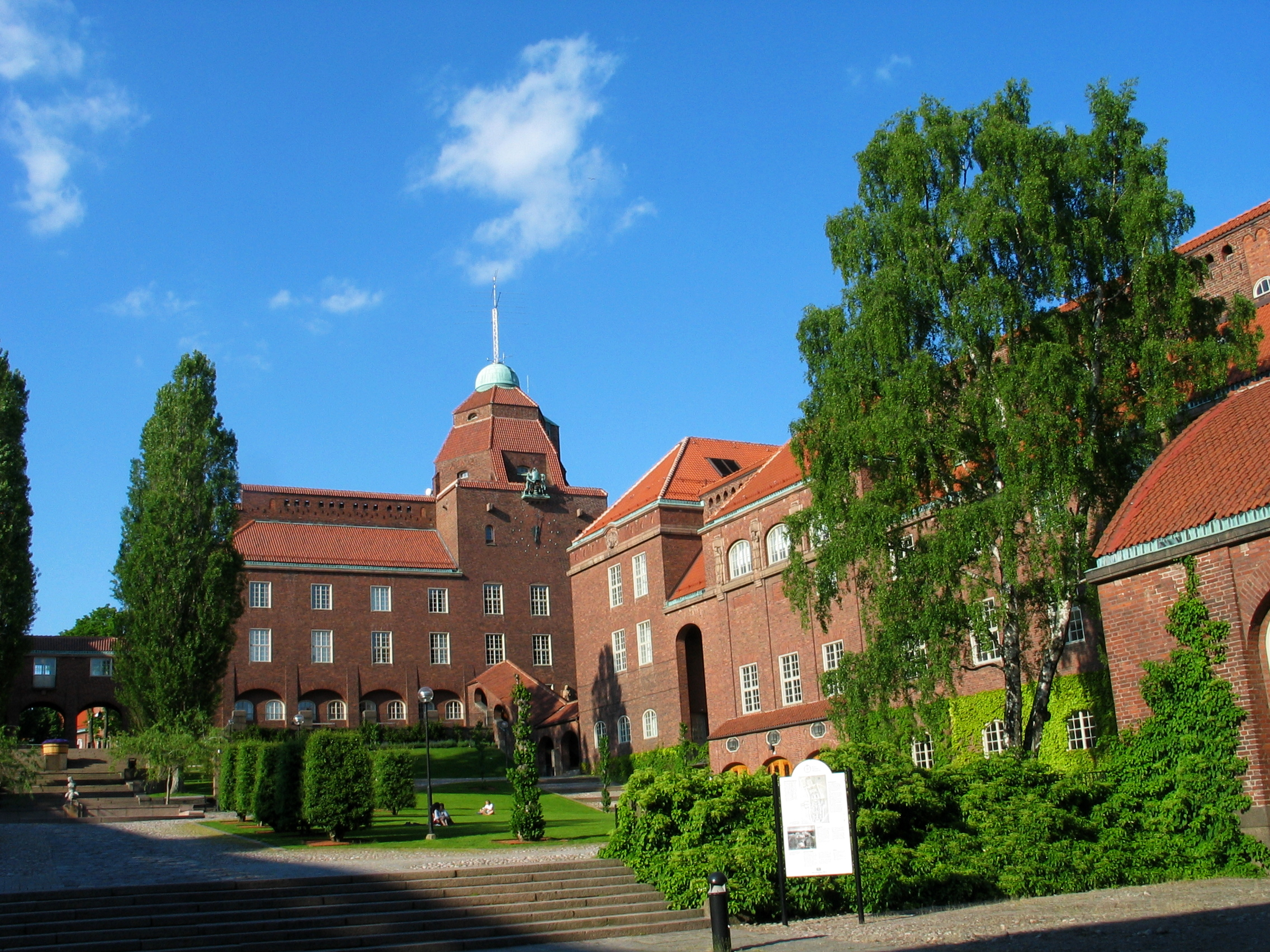
No verão
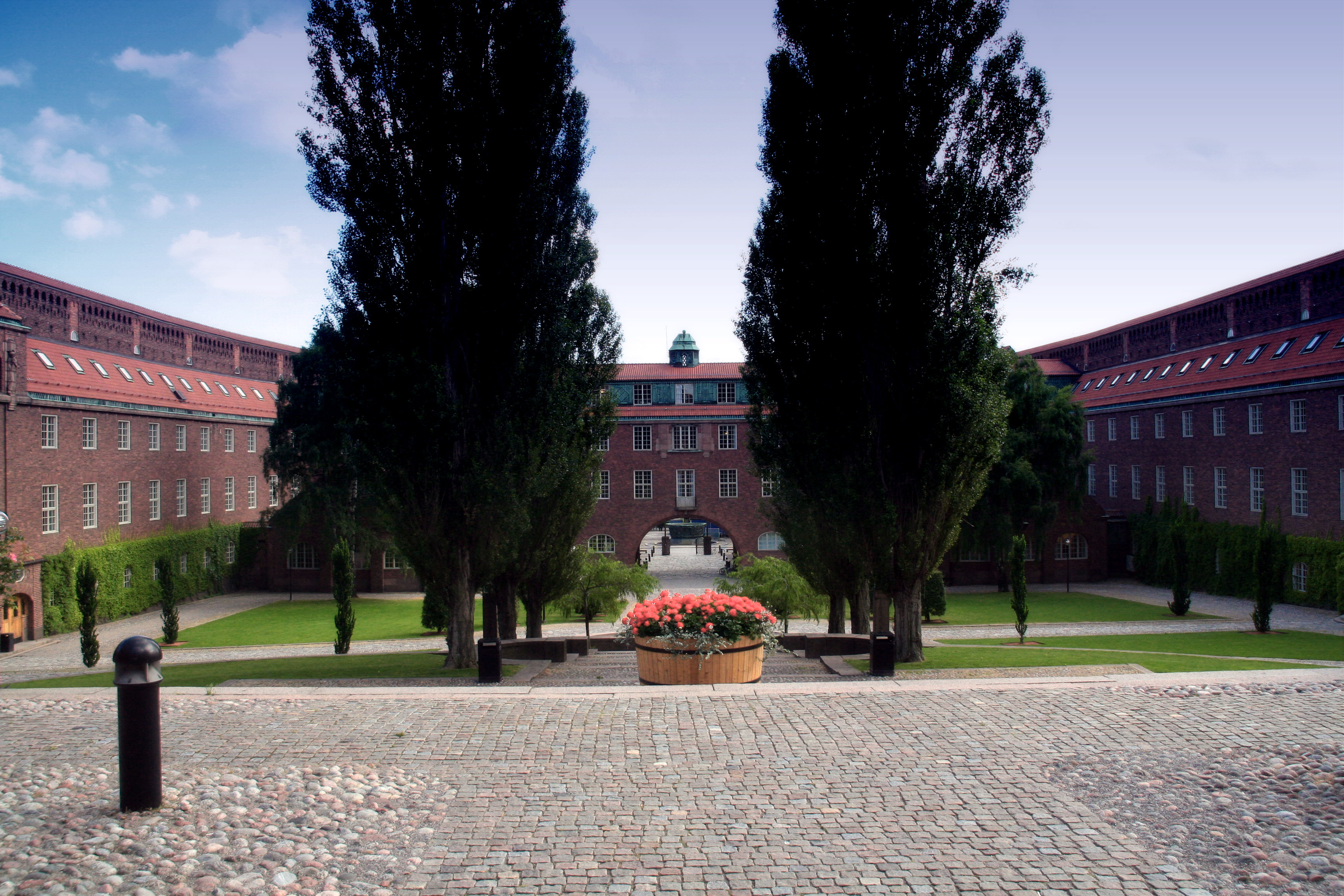
Pátio da escola
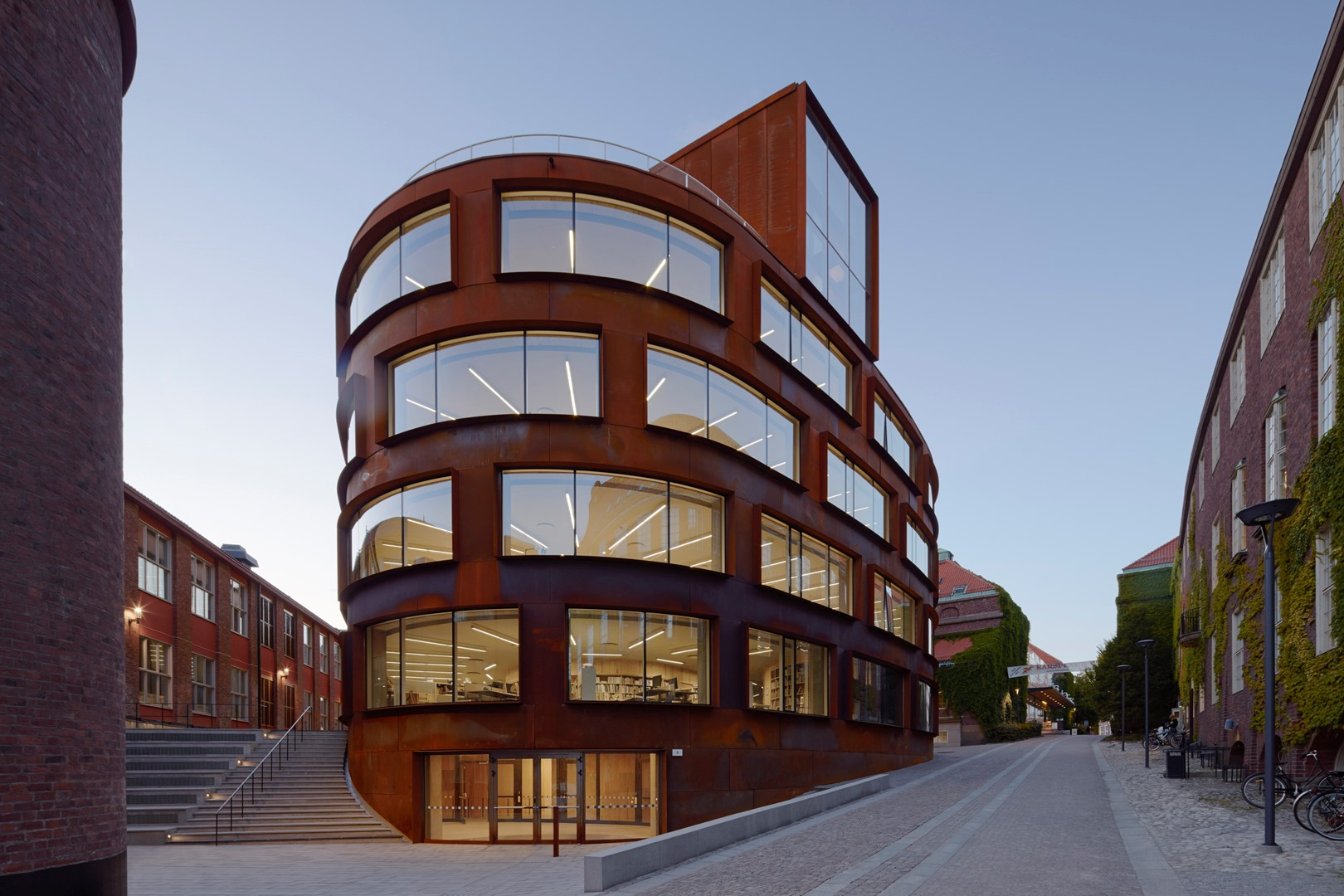
Escola de Arquitetura